# К-278 «Комсомолець»
73°43′28″ пн. ш. 13°15′59″ сх. д. / 73.724444444444° пн. ш. 13.266388888889° сх. д.
К-278 «Комсомолець» — радянський атомний підводний човен 3-го покоління, єдиний човен проєкту 685 «Плавник». Субмарині належить абсолютний рекорд по глибині занурення — 1027 метрів, який вона поставила 4 серпня 1985 року. Човен загинув унаслідок пожежі в Норвезькому морі 7 квітня 1989 року.
У липні 2019 року було повідомлено, що з підводного човна, можливо, відбувається витік радіоактивної речовини.